# Sie7e +
Sie7e + (estilizado en mayúsculas) es la reedición de Sie7e (2019), es el quinto álbum de estudio de la cantante mexicana  Danna. Fue publicado el 7 de febrero de 2020 a través de Universal Music México. Como sencillos oficiales del álbum fueron lanzados los temas «Oye Pablo», «Polo a Tierra» en colaboración con Skinny Happy, Yera y Trapical y «Sodio».

## Lista de canciones
| SIE7E+ |                                                     |                                                            |                     |          |  |
| N.º    | Título                                              | Escritor(es)                                               | Productor(es)       | Duración |  |
| 1.     | «Mala fama»                                         | Danna Paola · Andrés Saavedra · Andy Clay · Yoel Henríquez | Saavedra · Clay     | 3:07     |  |
| 2.     | «Oye Pablo»                                         | Danna Paola · Dahiana Rosenblatt · Valverde · Hajar Sbihi  | Bruno Valverde      | 2:58     |  |
| 3.     | «Sodio»                                             | Danna Paola · Stefano Vieni · Taylor Díaz                  | Vieni · Just Roger  | 3:06     |  |
| 4.     | «Polo a Tierra» (con Skinny Happy, Yera y Trapical) | Danna Paola · Camilo Vásquez · Miguel Ospino               | Yera                | 3:24     |  |
| 5.     | «Final feliz»                                       | Rosenblatt · Luis Jiménez · Agustín Zubillaga              | Jiménez · Zubillaga | 3:04     |  |
| 6.     | «Lo que no sabes»                                   | Alejandra Alberti · Federico Vindver · Cris Chil           | Áureo Baqueiro      | 3:54     |  |
| 7.     | «So Good»                                           | Alberti · Trevor Lyle Muzzy                                | Saak                | 2:59     |  |
| 8.     | «Valientes»                                         | Danna Paola · Ximena Muñoz · Alicia María Gómez            | Ali Stone           | 3:14     |  |
| 9.     | «Dos extraños»                                      | Danna Paola · Vieni · Daniel Sobrino                       | Vieni               | 3:32     |  |
| 10.    | «Siento amor»                                       | Donna Summer · Giorgio Moroder · Pete Bellote              | YahYah Music        | 3:46     |  |
| 11.    | «Mala fama (Remix)» (con Greeicy)                   | Danna Paola · Saavedra · Clay · Henríquez · Greeicy Rendón | Saavedra            | 2:57     |  |
| 12.    | «So Good (Remix)» (con HRVY)                        | Alberti · Muzzy                                            | Saak                | 2:59     |  |
| 38:59  |                                                     |                                                            |                     |          |  |

## Certificaciones
| País              | Certificación       | Ventas  | Ref.  |
| ----------------- | ------------------- | ------- | ----- |
| México (AMPROFON) | Diamante+3x Platino | 480,000 | [ 5 ] |